# Patrozinium (Spätantike)
Das Patrozinium (lateinisch: patrocinium, altgriechisch προστασία prostasía), ein Schutzverhältnis mächtiger Personen gegenüber vor allem ländlichen Bevölkerungsgruppen, gilt als kennzeichnend für die spätantike und frühbyzantinische Gesellschaft. Es handelt sich ursprünglich um eine besondere Form der Steuerflucht.

## Der Begriffpatrocinium
Der lateinische Terminus patrocinium ist abgeleitet von patronus „Schutzherr“. Das Handwörterbuch von Karl Ernst Georges übersetzt: 1. Vertretung, insbesondere vor Gericht; 2. (im Plural: patrocinia) die Schützlinge, Klienten, 3. im übertragenen Sinn: jeglicher Schutz und Schirm.
Im antiken römischen Recht bestand das Patronat eines Herrn als patronus als Treueverhältnis zu seinen Freigelassenen und Schutzbefohlenen, der Klientel, deren Interessen er u. a. vor Gericht vertrat.
Die weitere Begriffsentwicklung im westkirchlichen Raum ist durch die Vorstellung geprägt, dass Heilige und Märtyrer vom Himmel aus die Schutzherrschaft über Kirchen und Klöster und die diesen zugehörigen Personen ausübten.
Der griechische Terminus prostasía hatte einen etwas anderen Bedeutungsumfang. Er bezeichnete die von irdischen Personen ausgeübte Schutzherrschaft, den Beistand durch „überirdische Personen und Kräfte“ und „die Kontrolle kirchlicher Institutionen“. Das Patrozinium als Schutzherrschaft eines Patrons gegenüber sozial schwächeren Personen wurde in byzantinischer Zeit aber nicht mehr mit dem Terminus prostasía bezeichnet, sondern als Abhängigkeit von „(einflußreichen) Menschen“, als „Freundschaft“ usw. Der Begriff prostasía wurde vor allem für Aufsichtsfunktionen in Kirchen und Klöstern verwendet.

## Von der Protektion zum frei gewählten Patrozinium
Das im 3. Jahrhundert krisengeschüttelte Imperium Romanum übte massiven Steuerdruck auf die einfache Bevölkerung (humiliores) aus, um die aufwändige Grenzsicherung, das Militär und den Beamtenapparat zu unterhalten. Die Folge war vielerorts sinkende Produktivität bei steigenden Belastungen. Unberührt blieben davon, dank staatlicher Privilegien, die privaten Großgrundbesitzer.
Im Laufe des 4. Jahrhunderts ersetzte das patrocinium vicorum („Schutzherrschaft über Dörfer“) vor allem im Oströmischen Reich weitgehend das städtische Phänomen des patrocinium civitatis. Einfache freie Bauern und Kolonen, aber auch ganze Dörfer begaben sich in ein Abhängigkeitsverhältnis von mächtigen Personen (potentiores), weil sie ihnen Schutz vor den Steuereinnehmern boten. Als Patrone traten hierbei Großgrundbesitzer, kirchliche Würdenträger (Bischöfe) sowie Beamte der Zivilverwaltung und hohe Militärangehörige auf. Auch Klöster und christliche Asketen (als Einzelpersonen) wurden von Dörflern als Sachwalter angefragt. Wenn die Patrone selbst in der Finanzverwaltung tätig waren, konnten sie ihre Klienten bei der Steuerveranlagung schonen. War das nicht der Fall, konnten sie ihren Einfluss auf Personen in der Finanzverwaltung nutzen. Im Gegenzug mussten die Bauern und Kolonen meist den Patronen ihren Landbesitz überlassen oder sie für ihre Schutzgewährung bezahlen. Aus einer gelegentlichen Protektion, für die die Bauern und Kolonen „Geschenke“ gaben, entwickelte sich ein dauerhaftes Abhängigkeitsverhältnis. István Hahn betont, dass sich die Dorfgemeinschaft ihren Patron zunächst selber „wählte“, oft einen Außenstehenden (etwa einen Militärangehörigen), der den auf sie ausgeübten Steuerdruck erträglicher machen konnte. Auch Cam Grey bemerkt, dass die Landbevölkerung durch die Patrozinienbewegung zunächst einmal ihre Optionen vermehrte.

## Staatliche Reaktionen, Entwicklung zum Zwangspatrozinium
Die Zentralregierung betrachtete das System des patrocinium vicorum als illegal. Die Reskripte im Codex Theodosianus aus den Jahren 360–415 verdeutlichen, dass der Verlust von Steuereinnahmen aus staatlicher Sicht das Problem darstellte, nicht die Veränderungen der ländlichen Besitzverhältnisse. Da es offiziell verboten war, wurde ein Patrozinium häufig kaschiert, beispielsweise indem der Bauer dem Patron sein Land formell verkaufte und dieser das Land wiederum an den Bauern verlieh. Starb der Bauer, fiel das Land meist an den Patron, und die Nachkommen des Bauern hatten nur noch den Status von Kolonen. Die Notwendigkeit, das Patrozinium zu verschleiern, wirkte sich also stark zu Ungunsten der Bauern aus. Nun war, nach Hahn, das Patrozinium der Dorfgemeinschaft nicht länger gewählt, sondern aufgenötigt. Der dominus war zugleich auch patronus bzw. er verhinderte, dass sich die Dörfler einen anderen patronus suchten. Diesen blieb noch die – illegale, aber häufig gewählte – Option, auf das Land eines anderen Großgrundbesitzers zu fliehen. Wenn der sie als Arbeitskräfte brauchen konnte, nahm er sie unter sein patrocinium.
Eine wohl speziell für Ägypten erlassene Konstitution des Jahres 415 legalisierte Landbesitz, den die Großgrundbesitzer durch das Patroziniumswesen vor dem Jahr 397 an sich gebracht hatten, und machte diese für die Kopfsteuer ihrer Kolonen verantwortlich. Das weitere Umsichgreifen des patrocinium vicorum in den Dörfern wurde aber verboten, ein Verbot, das bis zu Justinian I. regelmäßig wiederholt wurde. Eine andere staatliche Strategie war die Stärkung der Dorfgemeinschaften. Die Bauern eines Dorfs sollten einen Dorfrat (consortium) bilden und gegenseitig für ihre Steuern haften.

## Unterschiedliche Entwicklung in den Ost- und Westprovinzen
Salvian von Marseille zufolge hatten die Großgrundbesitzer in Gallien schon vor 450 das Recht, die Steuern auf ihrem Territorium selbst einzutreiben (sog. Autopragie). Dies kann vorsichtig auch für andere Provinzen im Westen angenommen werden. Seit dem frühen 5. Jahrhundert dominierten die Großgrundbesitzer im Weströmischen Reich Politik und Militär so stark, dass das Zwangspatrozinium für die Bauern ohne Alternative war. Nach Hahn gab es im Oströmischen Reich, im Gegensatz zum Westen, bis ins späte 5. Jahrhundert das selbstgewählte Patrozinium. Hahns These wird in der Forschung widersprochen, unter anderem von Jens-Uwe Krause.
Die Patrozinienbewegung führte dazu, dass Großgrundbesitzer gegenüber dem Staat unabhängiger wurden und militärische wie richterliche Aufgaben wahrnahmen. Beispielsweise bewaffneten sie ihre Kolonen und stellten Privatmilizen auf, um Reichsfeinde zu bekämpfen, wo der Staat in dieser Funktion versagte. Staatliche Strukturen lösten sich dadurch auf, regional bereitete das Patrozinienwesen die mittelalterliche Grundherrschaft vor. Eine weitere Konsequenz des Patrozinienwesens in der byzantinischen Gesellschaft war, dass die Patrone sich mit einem Gefolge umgaben. Eine Form des Gefolges war die Leibwache (z. B. die bucellarii, bewaffnete Trupps barbarischer Herkunft, die die Person, den Besitz, das Territorium eines Herrn verteidigten, etwa mancher mächtigen magistri militum). Eine andere Form des Gefolges waren die factiones: die Aufnahme in das Gefolge eines Herrn gab jungen Männern einfacher Herkunft, Loyalität vorausgesetzt, soziale und politische Aufstiegsmöglichkeiten.